# 閱讀犬

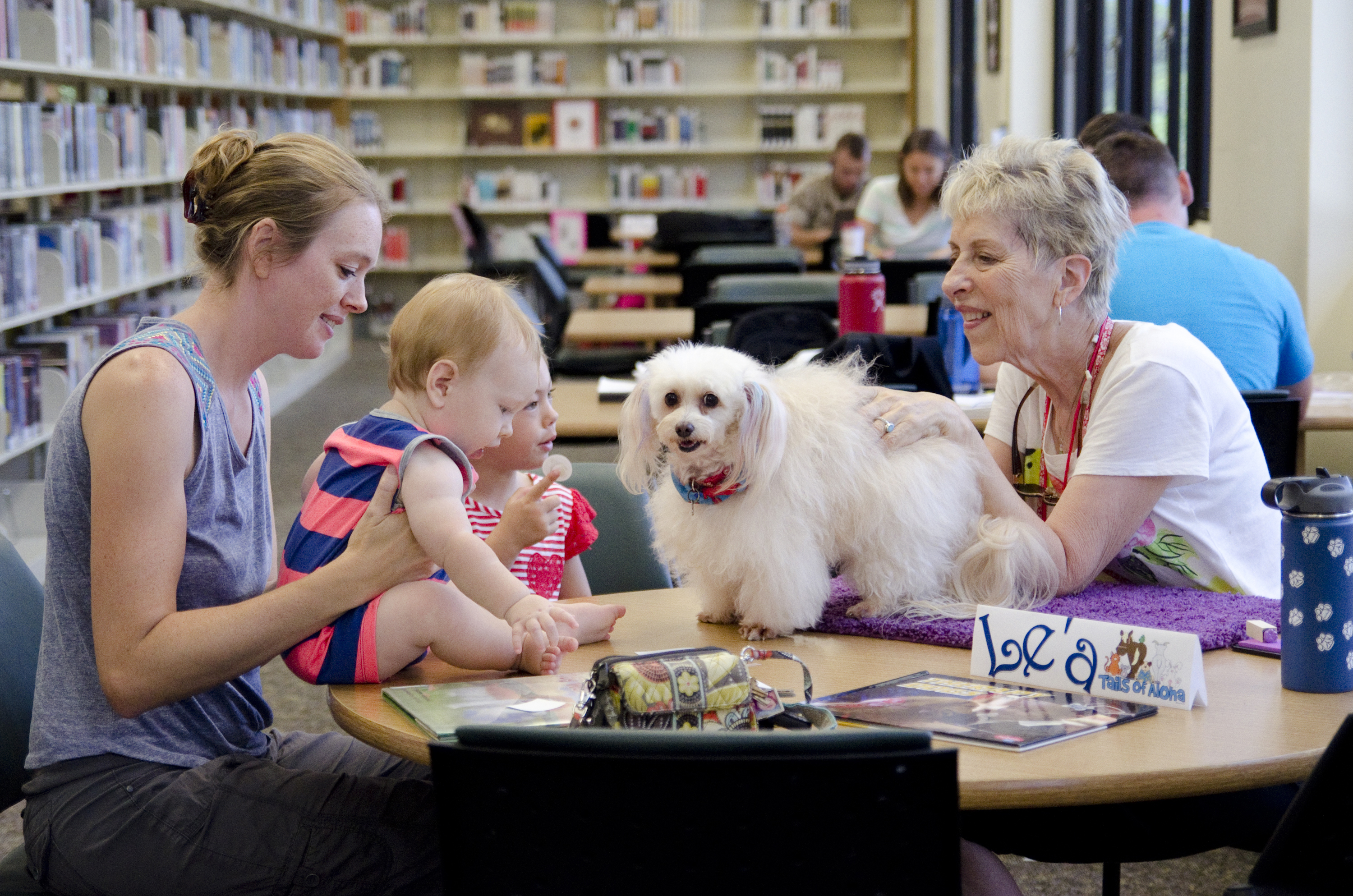
在圖書館工作中的閱讀犬。

閱讀犬（英語：Reading Education Assistance Dogs），又稱伴讀犬、學習輔助犬，是指經過訓練、在學校或圖書館陪伴幼童閱讀書籍的犬隻，有助於增進幼童對閱讀的興趣以及口語表達能力，亦能讓幼童學習如何善待動物。
適合擔綱閱讀犬的品種有貴賓狗、黃金獵犬、拉不拉多、臘腸犬等。